# 一ツ瀬川
一ツ瀬川（ひとつせがわ）は、宮崎県中部を流れる一ツ瀬川水系の本流で、二級河川。
上流域の西米良村は、平家の落武者が隠棲したといわれる隠れ里「米良荘」が有名。河口域にある日向大橋下河川敷では、8月下旬に花火大会（サマーフェスティバル in 一ツ瀬）が催される。

## 地理

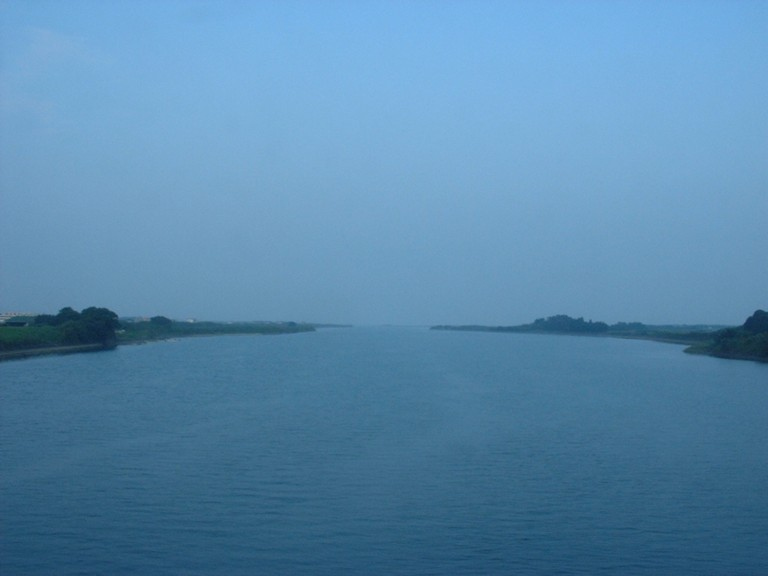
河口付近

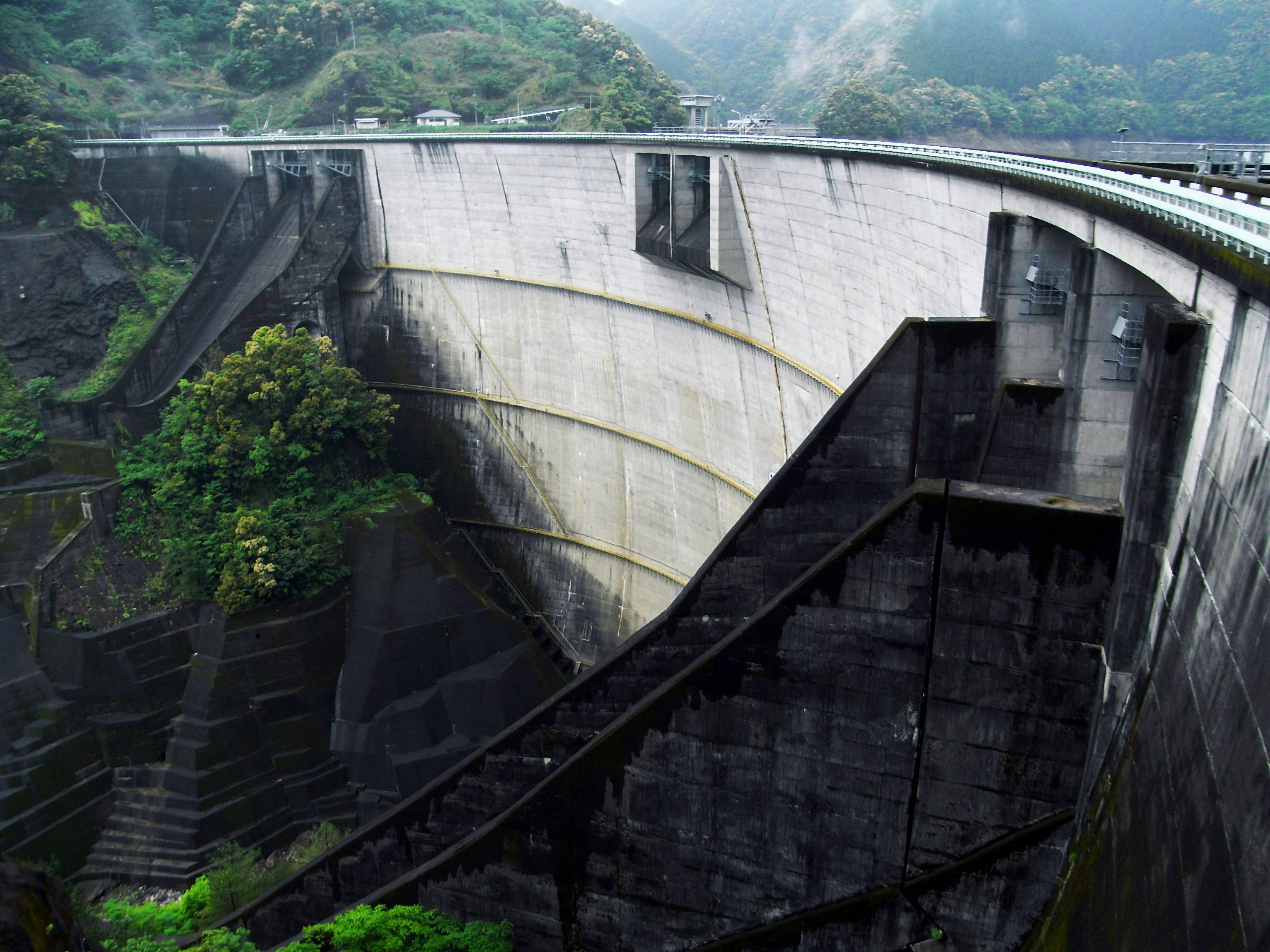
一ツ瀬ダム

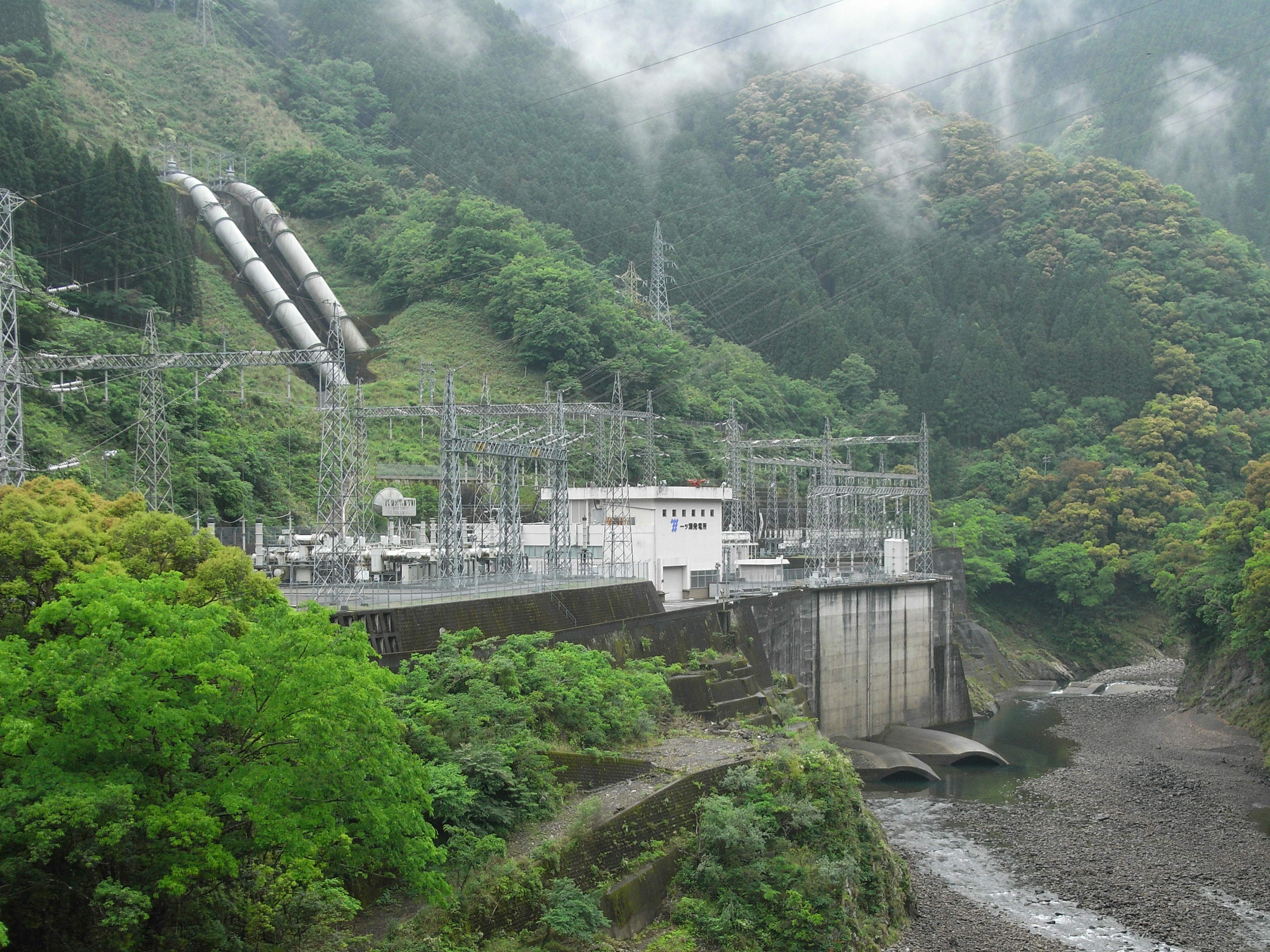
一ツ瀬発電所

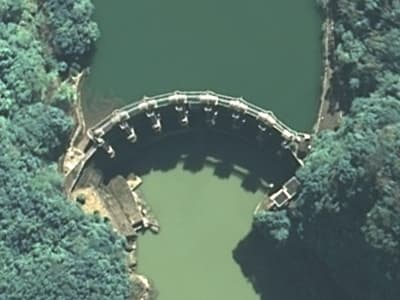
杉安ダム

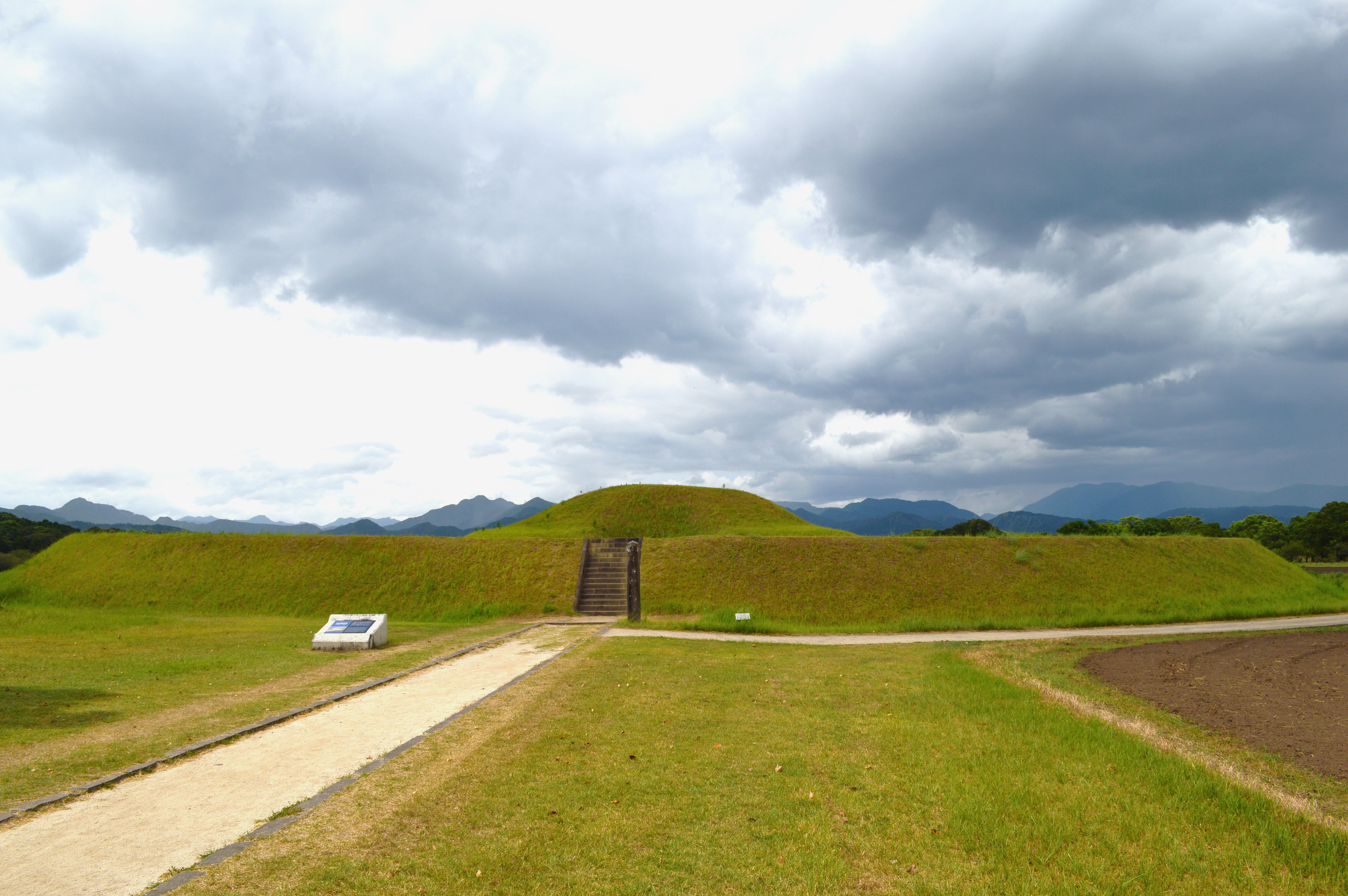
鬼の窟古墳（西都原古墳群）

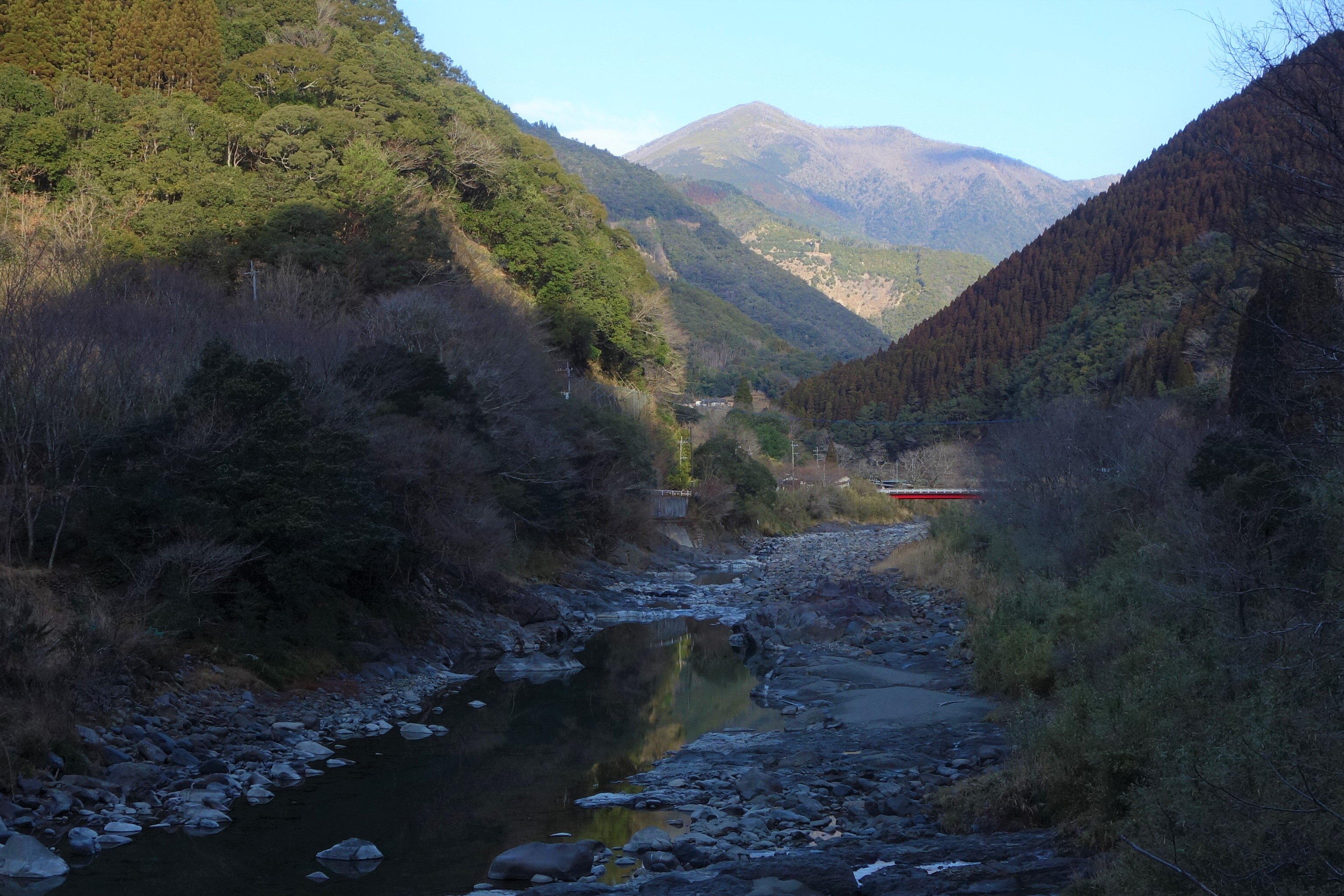
西米良村から市房山と一ツ瀬川

九州山地の尾崎山（標高1438m）に源を発し、椎葉村の山岳地帯を南下し、西米良村で板谷川に合流した後に南東に変え、小川川や銀鏡川を集めて一ツ瀬ダム（西都市）に流入。下流の杉安ダムから杉安峡に流れたのちに平野部（沖積平野）に入り、西都市東部を南下。さらに新富町南部を東に流下して本水系最大支流の三財川に合流し日向灘に注ぐ。
上流域は九州中央山地国定公園に指定されており、河口部では富田浜入江が海岸線に沿って大きく北へ入り込む。また、台地部には西都原古墳群などの古墳群が多く見られる。

## 流域の自治体
宮崎県
東臼杵郡椎葉村 - 児湯郡西米良村 - 西都市 - 宮崎市 - 児湯郡新富町

## 支流
| 東臼杵郡椎葉村 - 大藪川 児湯郡西米良村 - 板谷川 - 小川川 西都市 - 銀鏡川 - 糸郷谷 - 尾八重川 - 瀬江川 - 一之迫川 - 千田川 - 京新田川 - 桜川 | 宮崎市佐土原町 - 三財川 - 天神川 児湯郡新富町 - 古川 - 猿ヶ瀬川 - 横江川 - 鬼付女川 - 日置川 |

## ダム
- 一ツ瀬ダム（九州電力）
- 杉安ダム（九州電力）

## 橋梁
児湯郡西米良村
- 村所橋（国道219号）
- かりこぼうず大橋 - 日本最長（140m）の木造車道橋。
- 横野大橋（国道219号）
- 米良稲荷橋（国道219号）
- 越野尾橋（国道219号）

西都市
- 米良大橋（国道219号）
- 糸郷谷橋（国道219号）
- 杉安橋（国道219号）
- 穂北橋（宮崎県道22号東郷西都線）
- 千畑潜水橋
- 下水流大橋
- 千田潜水橋
- 山角橋（宮崎県道24号高鍋高岡線）
- 新瀬口橋（宮崎県道18号荒武新富線）
- 一ツ瀬川橋（東九州自動車道）

児湯郡新富町
- 柳瀬大橋
- 柳瀬潜水橋
- 一ツ瀬橋（宮崎県道44号宮崎高鍋線）
- 日向大橋（国道10号） 3本の橋から構成される。
  - 旧橋：1954年（昭和29年）3月31日に完成した[2]日本初のローゼ橋[3]。下り線車両用全長561m。
  - 側道橋：1988年（昭和63年）完成。全長563m
  - 新橋：2016年（平成28年）9月16日に開通した上り線車道・歩道共通の連続鈑桁橋。全長571m。
- 一ツ瀬川鉄道橋（日豊本線）
- 大渕橋 - 大渕地区から中州（新富町二ツ立浦/北緯32度2分48.1秒 東経131度28分39.7秒）に架っていた木造橋。1950年（昭和25年）9月のキジア台風による洪水で流出し[2]、現在は1つの石造橋脚を残す。

宮崎市佐土原町
- 福島潜水橋
- 福島橋 - 福島地区から中州（新富町二ツ立浦）に架っていた木造橋。1950年（昭和25年）9月のキジア台風による洪水で流出し[2]、現在は4つの石造橋脚を残す。

## 並行する交通

### 鉄道
- 国鉄妻線 西都市杉安以東を並行 - 1984年（昭和59年）12月1日 全線廃止

### 道路
- 国道219号 西米良村村所以東を並行 - 通称 米良街道
- 国道265号 西米良村村所以北を並行
- 国道388号 椎葉村本郷下以東を並行

## 流域の観光地
| 児湯郡西米良村 - 小川城址公園 - 菊池記念館 - 西米良村 歴史民俗資料館 - 桜ロード（米良街道） - 米良荘 児湯郡新富町 - 新田原古墳群 - 一ツ瀬川県民スポーツセンター | 西都市 - 一ツ瀬ダム - 一ツ瀬発電所 - 西都原古墳群 - 茶臼原古墳群 - 伊東満所碑 - 都於郡城跡 |